# Петерс, Борис Августович
Борис Августович Петерс  (8 февраля 1868 года, Одесса — 6 марта 1935 года, Москва) — русский военный инженер, революционер.

## Биография
Петерс Борис Августович родился 8 февраля 1868 года в городе Одессе в дворянской семье Петерса Густава (Августа) Эрнестовича, строителя в городе Одессе водоотводных и водопроводных сооружений. С отличием окончил Киевский Кадетский корпус и поступил в Артучилище в городе Санкт-Петербурге.
В 80 годы XIX Б. Петерс участвовал в работе первой в России марксистской, социал-демократической организации в группе Благоева. Вёл работу среди будущих офицеров, которые, разъехавшись по воинским частям России, доносили социалистические идеи до солдатско-крестьянских масс. Во время разгрома организации был арестован и просидел в одиночной камере в Петропавловской крепости 8 месяцев. Дядя, сенатор Петерс, прислал ему в тюрьму томик Евангелия с письмом, в котором требовал полного покаяния. Б. Петерс отказался писать письмо императору и был разжалован в рядовые и на три с половиной года отправлен на афганскую границу.
По освобождении Б. Петерса лишили права учиться и проживать в городах. Тогда он с будущей женой А. С. Любомировой бежал за границу, где они сочетались браком в 1891 году. В Германии он окончил два высших учебных заведения, в Дармштадте (1893) и Карлсруэ (1896).
В одном из своих исследований Б. Петерс представил разработку теории асинхронных моторов трёхфазного тока. Получив его работу на отзыв, рецензент сбежал с ней и опубликовал под своим именем, а в дальнейшем технически реализовал. Позднее Борис Петерс издал эту работу в научном журнале. Для установления авторства надо было передать дело в суд, но для этого требовалась крупная сумма денег, которой у русского студента-политэмигранта, обременённого семьей, не было. А помощи от родственников получить не удалось. Это стало затаённой драмой всей его жизни.
Но неудачи на этом не исчерпывались. В 1893 году в Карлсруэ по социал-демократической путевке приехал Е. Ф. Азеф. С.-д. группа русского землячества занималась переводом на русский язык статей К. Каутского, их печатаньем и нелегальной переправкой в Россию. Сразу же начались провалы. Борис Петерс считал, что это дело рук Азефа, что он провокатор. Дважды этот вопрос разбирался на землячестве. Петерс по этому поводу ездил на консультацию в Женеву к Г. В. Плеханову и выступил в прессе. Но его доказательства не были приняты товарищами по С.-д. партии, что будет сделано другими революционерами много лет спустя в 1908 году.
В 1896 году Б. Петерс вернулся в Россию и поступил на службу в отдел завода «Симонс и Гальске» в Санкт-Петербурге, а затем перешёл на работу в контору «Р. Эрихсон» в Москве на должность Главного инженера электротехнического и паро-турбинного отделов.
После смерти супруги Б. Петерс вступил в брак с В. В. Шумской. Газеты в 1904 году так описывали свадьбу
В 1905 году он — один из руководителей революционного движения, являясь членом Социалистической группы Союза инженеров и членом Президиума Средних и Высших техников России. Участвовал в боевых действиях против царской тирании.
В середине декабря 1905 года Б. Петерс был арестован и после 4-месячного заключения в Бутырской тюрьме приговорён к смертной казни, заменённой впоследствии отправкой навечно в Туруханский край, откуда ему удалось бежать за границу. С 1906 по 1911 год проживал политэмигрантом в Германии и Франции.
В это время Б. Петерс продолжал учиться в высшем Шарльтенбургском политехникуме и получил третий диплом инженера холодильных установок.
Борис Августович Петерс обладал удивительным математическими способностями. По рассказам его второй жены, Веры Васильевны, однажды, когда в Париже они были в театре, с ними произошёл экстравагантный случай. В конце выступления артист демонстрировал свои феноменальные возможности устного счёта. Зал от овации захлебнулся, и тогда он уверенным голосом предложил желающим из публики с ним посостязаться! Зал ответил гробовым молчанием.

— И так всегда! — торжествующе заключил артист, разводя руками.

И вдруг, голос с места: — Разрешите?!

И, не дожидаясь ответа, Борис Августович встал и энергично пошёл к сцене. Зал замер. Растерянно улыбаясь, артист выдавил: — Прошу!

Они стали лицом к залу. За их спиной, мелом на доске, ассисстент записывал предлагаемые зрителями многозначные цифры, которые по требованию публики они в уме, молча, складывали, умножали, вычитали, делили и извлекали квадратные корни.
И как только ассистентом было прекращено соревнование, Борис Августович назвал конечный результат. С минимальным опозданием эту цифру повторил и артист. Правильность ответов была подтверждена и решением этих задач на доске ассистентом. Раздосадованный артист, под аплодисменты публики, пожимая руку незнакомца, спросил:

— Кто Вы?

— Я, Русский политэмигрант! — с гордостью ответил Борис Августович.
В 1911 году Б. Петерс нелегально вернулся в Россию, где работал под чужой фамилией. Вскоре, по доносу журналиста Лагова, который жил в его доме в Париже, был арестован и отправлен в Туруханский край, где тяжело заболел. По ходатайству одного из членов Государственной думы был освобождён и выслан за границу.
В 1913 году вновь вернулся в Россию по амнистии в связи с юбилеем царского дома. В Москве, в конторе «Р. Эрихсон», он заведовал холодильным отделом, а затем до 1917 года был главным инженером конторы.
После революции его назначили заведующим отделом в Центральном органе технического надзора при НТО ВСНХ.
В июле 1919 года Б. Петерс был командирован в город Воронеж, где стал заведующим Воронежским отделом центрального органа технадзора. В 1920 году служил заведующим промышленным отделом Опродкомарма 2, а затем начальником техчасти Чусоснабарм СВО. Далее он занимал ответственные должности в Губкустпроме, Облплане ЦЧО. Б. А. Петерс был Председателем Губплана ЦЧО, а также Председателем комиссии по районированию ЦЧО. В 1923—1926 годах — ответственный редактор журнала «Народное хозяйство ЦЧО».
В 1926 году откомандирован в Москву, где работал в Акционерном обществе «Тепло и Сила», а в дальнейшем в Московском отделении «Котлотурбина» заведующим общетехническим сектором.
С 1930 года Б. А. Петерс назначен на должность Главного инженера Уральского отделения «Котлотурбина».
Борис Августович был дважды женат.
- Первая жена: Александра Степановна Петерс (Любомирова, 1874—1903).
  - Сыновья: Евгений, Георгий; дочери: Елена, Софья, Валентина, Татьяна.

- Вторая жена: Вера Васильевна Петерс (Шумская, 1879—1964).
  - Дочь: Ольга.

Борис Августович Петерс скончался в Москве 6 марта 1935 года и погребён на Ваганьковском кладбище под надгробной плитой с надписью: «Инженер Петерс Б. А. — участник революции 1905 г.»

## Список опубликованных работ Б. А. Петерса
1. Петерс Б. А. Теория асинхронных моторов трёхфазного тока. журнал «Электричество». Изд. Русского технического общества СПб. 1896.
2. Петерс Б. А. Усовершенствование системы однофазного переменного токаи их практическое значение. Журнал «Электричество». Изд. Русского технического общества СПб. 1897.
3. Петерс Б. А. О расчёте проводов при распределении электрической энергии переменного тока. «Труды 1го всероссийского электротехнического съезда». СПб. 1901. т.3. Отдельный оттиск (доклад в III отделе 04.01.1900).
4. Петерс Б. А. О паровых турбогенераторах системы Броун… (доклад) «Труды 2го всероссийского электротехнического съезда». СПб. 1902.
5. Петерс Б. А. Электрическое распределение силы на текстильных мануфактурах. Журнал «Электричество». Изд. Русского технического общества. СПб. 1908.
6. Петерс Б. А. Электрический привод машин — орудий. Журнал «Электричество». Изд. Русского технического общества. СПб. № 7.
7. Петерс Б. А. Определение характеристик паровой турбины и способ сравнительной оценки паровых турбин разных систем и типов. «Известия Московского общества для надзора за паровыми котлами». М. 1910 −1911.
8. Петерс Б. А. Профессиональные заболевания рабочих электротехников. «Известия Московского общества для надзора за паровыми котлами». М. 1911.
9. Петерс Б. А. Электрический привод на писчебумажных фабриках. «Известия Московского общества для надзора за паровыми котлами». М. 03. 1911.
10. Петерс Б. А. Новейшие успехи в области электрического освещения. «Известия Московского общества для надзора за паровыми котлами». М.07. 1911.
11. Петерс Б. А. Асинхронные генераторы переменного тока и их применения на практике. «Известия Московского общества для надзора за паровыми котлами». М.11. 1911.
12. Петерс Б. А. Значение Центрально-чернозёмной области в экономике Европейской части СССР. Оттиск из журнала «Народное Хозяйство ЦЧО». Воронеж. 1924. кн. I.
13. Петерс Б. А. Краткий отчёт под редакцией Б. А. Петерса С. Н. Введенского «1я конференция по изучению производительных сил ЦЧО». Воронеж. 1924.
14. Петерс Б. А. Краткий обзор работ комиссии по районированию за 1924 г. «Народное Хозяйство ЦЧО». Воронеж. 1925 кн. II стр. 133—138.
15. Петерс Б. А. Промышленность Центрально — Чернозёмной области. «Народное Хозяйство ЦЧО». Воронеж. 1925 кн. II стр. 1-22.
16. Петерс Б. А. Укрупнение волостей и сельсоветов в губерниях и уездах, входящих в состав ЦЧО. «Народное Хозяйство ЦЧО». Воронеж. 1925 кн. II стр. 121—132.
17. Петерс Б. А. Внешние границы Центрально — Чернозёмной области и проект окружного деления её. Воронеж. 1925.
18. Петерс Б. А. Конференция по изучению ЦЧО,2-я. «Бюллетень 2-й конференции по изучению ЦЧО». Воронеж. 1925.
19. Петерс Б. А. Отчёт правления Воронежского райкома Всероссийского союза рабочих металлистов. (о работе с 12.12.1923 — 01.01.1925 г. г.). Воронеж. 1925.
20. Петерс Б. А. Краеведческая работа. Воронеж. 1925.
21. Петерс Б. А. Значение электрификации для восстановления Центрально — Чернозёмной области. Воронеж. 1926. № III (VII). оттиск из журнала «Народное Хозяйство ЦЧО».

## О Петерсе Б. А
1. Николаевский Б. И. «Конец Азефа». Л. 1926. стр.78.
2. Ильичев М. «Шла дивизия вперед…» «Театральная жизнь» № 4. М. 1978 стр.7.
3. Корзун Л. Мера подвига. М., 1984. Стр. 5-13.
4. Николаевский Б. И. «История одного предателя» М. 1991 стр. 46-47.
5. Петерс Б. Г. Из прошлого. М., 2006. стр. 22-24.
6. Петерс Г. Б. Петерс Б. Г. «Из войны» М.2011. стр. 32, 160, 175—176 (приложение 1), 181—183.